# Sauromalus varius
El chacahuala de la isla San Esteban (Sauromalus varius), también conocido como chacahuala pinto, es una especie de lagarto escamoso iguánido del género sauromalus. Es endémica de la isla San Esteban en el Golfo de California. Es la especie más grande de su género y la más amenazada. Fue descrito por primera vez por la herpetóloga americana Mary Cynthia Dickerson en 1919 a partir del holotipo USNM 64441.

## Etimología

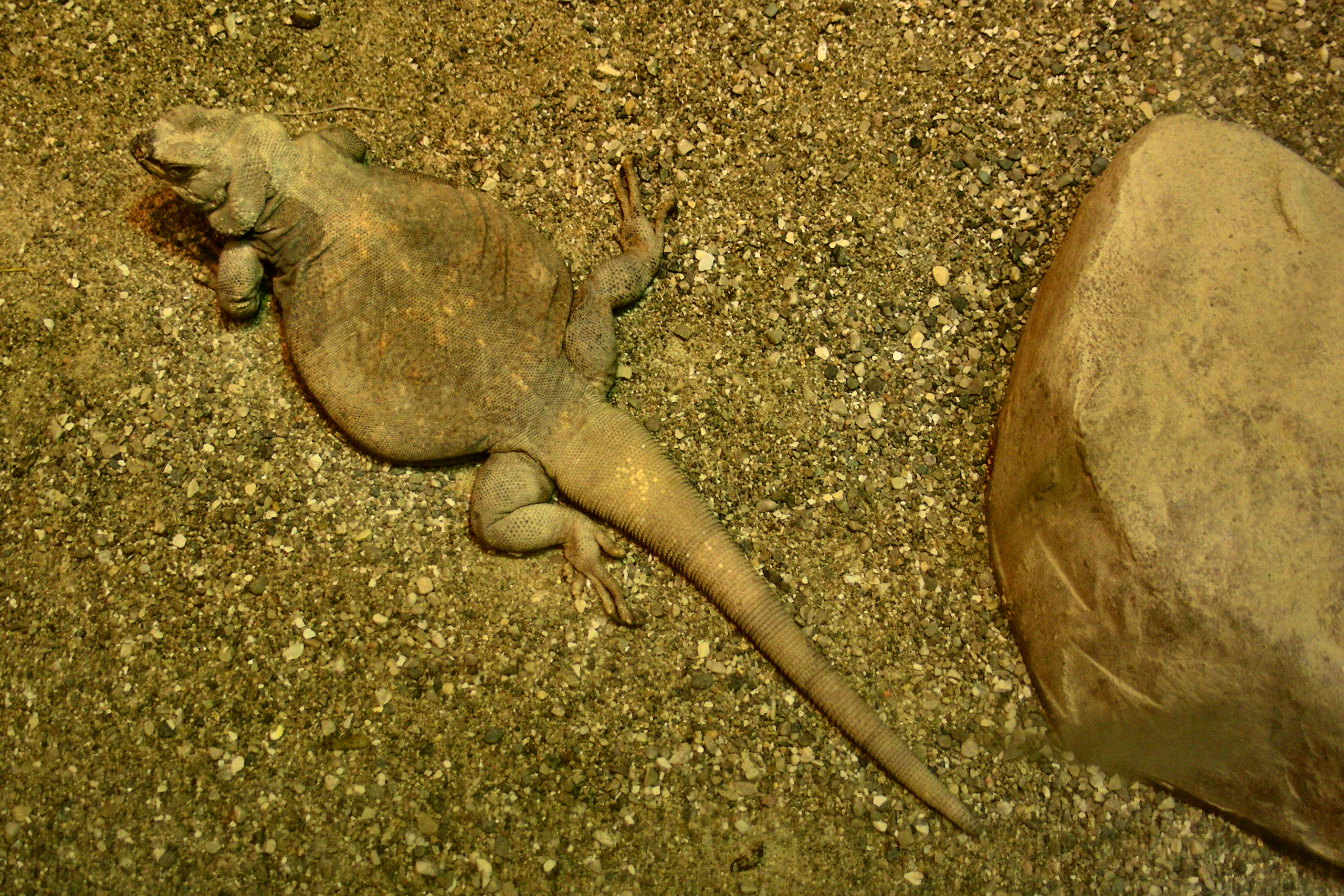
Nótese a simple vista el aspecto "plano" del lagarto.

Se dice que el nombre del género, Sauromalus, es la combinación las palabras griegas sauros que significa lagarto y omalus que significa plano. Sin embargo, la palabra griega antigua apropiada para "plano" es homalos (ὁμαλός) u homalēs (ὁμαλής). El epíteto específico de S. varius proviene del latín y significa moteado, esto en referencia a la coloración moteada del chacahuala.
El nombre común de chacahuala es una transcripción al español y deriva de la palabra shoshone tcaxxwal, o de la palabra caxwal, utilizada por el pueblo indígena cahuilla. El pueblo seri incluso nombró originalmente a la isla San Esteban por esta especie: Coftécöl lifa, que se traduce como la península del gigante chacahuala.

## Descripción

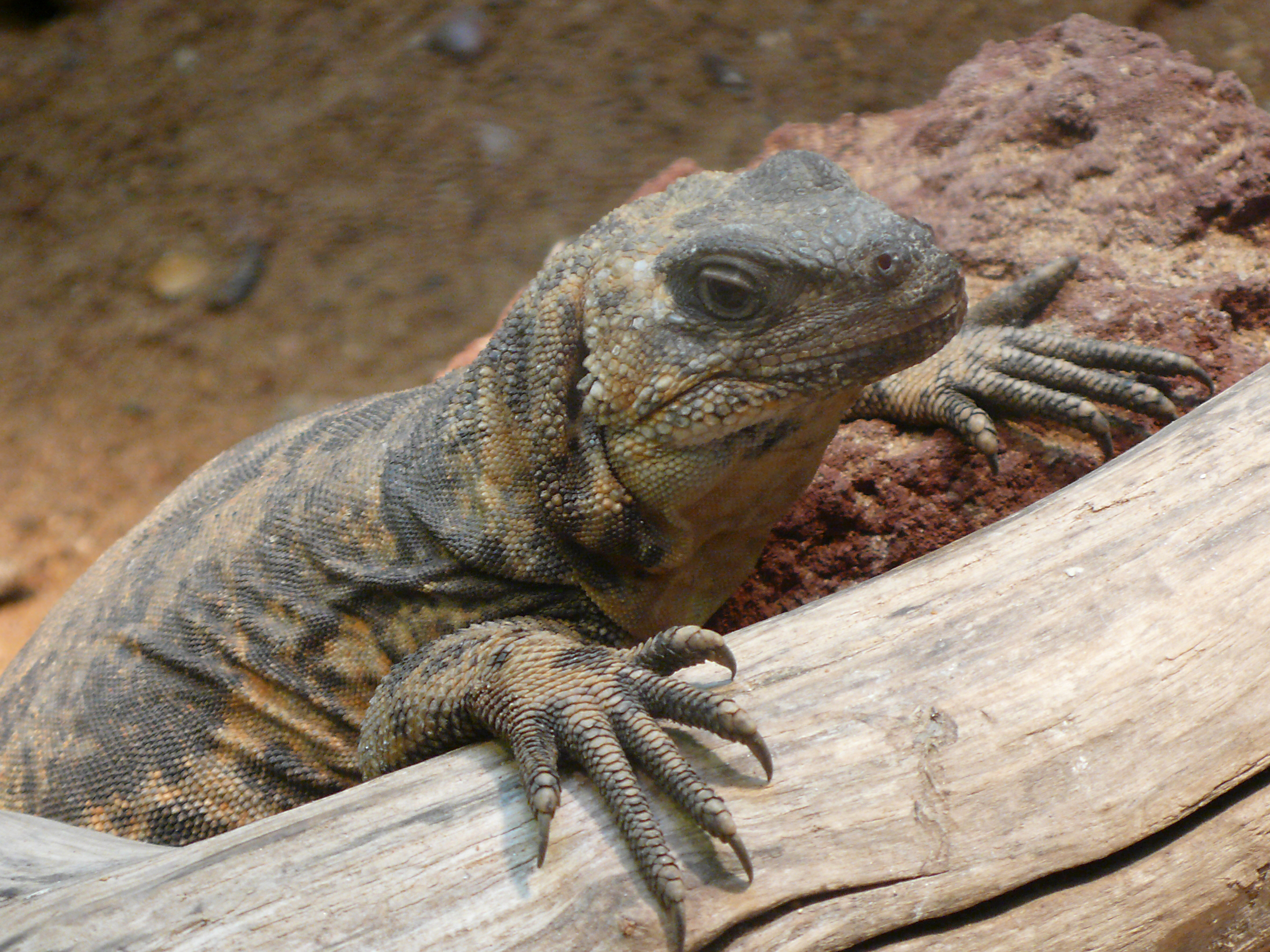
Sauromalus varius

El chacahuala de la isla de San Esteban es la especie más grande de las 5 especies de chacahualas, alcanzando hasta los 61 cm de longitud corporal y 76 cm de longitud total. La especie llega a pesar hasta 1,4 kg. El chacahuala de la isla de San Esteban, junto al chacahuala de la isla Angel de la Guarda, es considerado como un ejemplo de gigantismo insular, pues es de 3 hasta 4 veces más grande que las especies continentales del mismo género. Este lagarto posee escamas nucales algo agrandadas medianamente, algo más pequeñas que las escamas grandes de la cabeza. También posee escamas preauriculares con una ligera tendencia a la formación de espinas en la parte posterior. Las escamas postauriculares son pequeñas.

### Coloración
La coloración de esta iguana es generalmente es amarillenta a marrón rojizo claro, con varias manchas oscuras irregulares en el dorsolateralmente, dando una apariencia "pinta".

### Alimentación

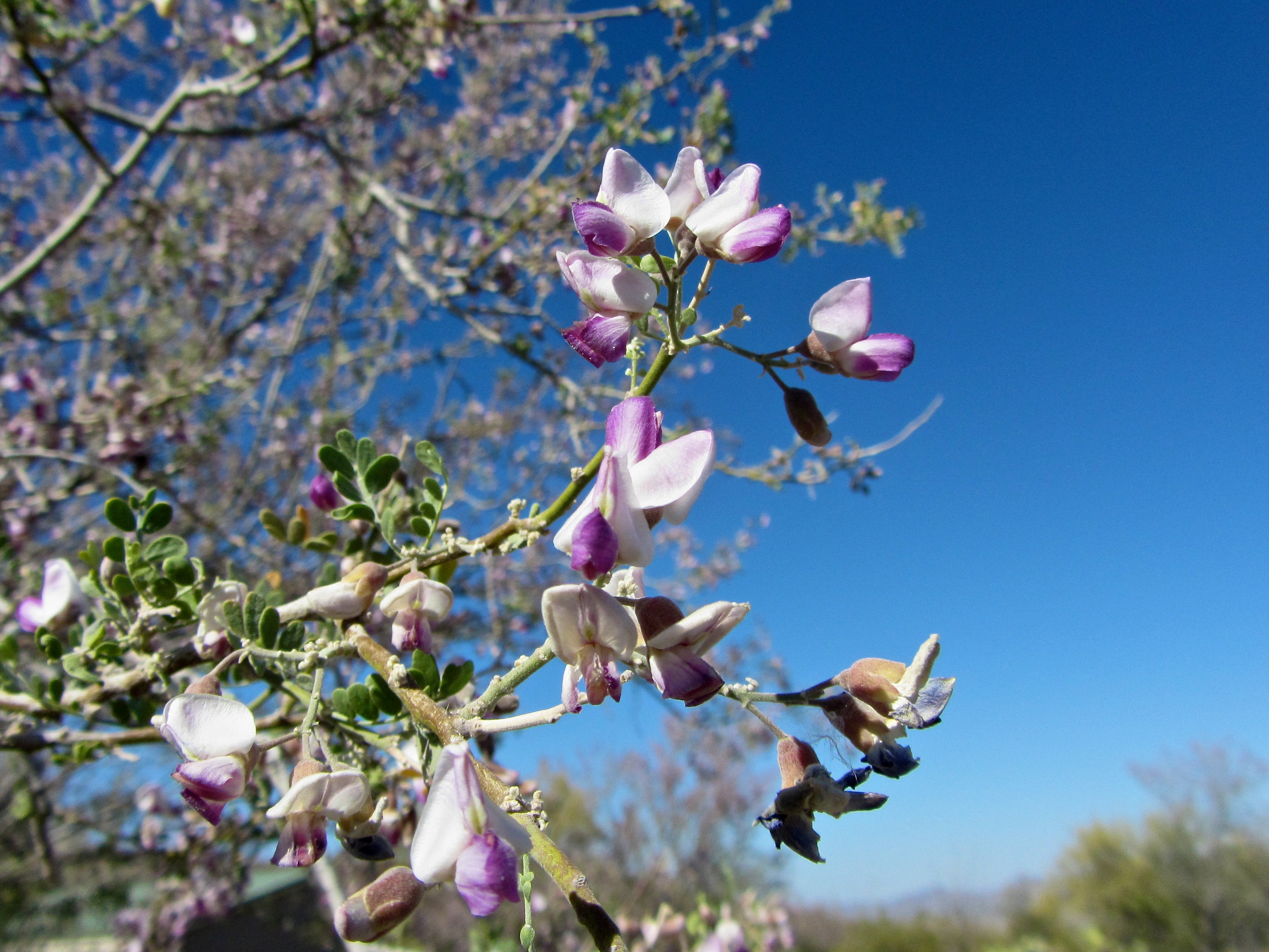
El palo fierro (Olneya tesota) es uno de los principales alimentos del Chacahuala.

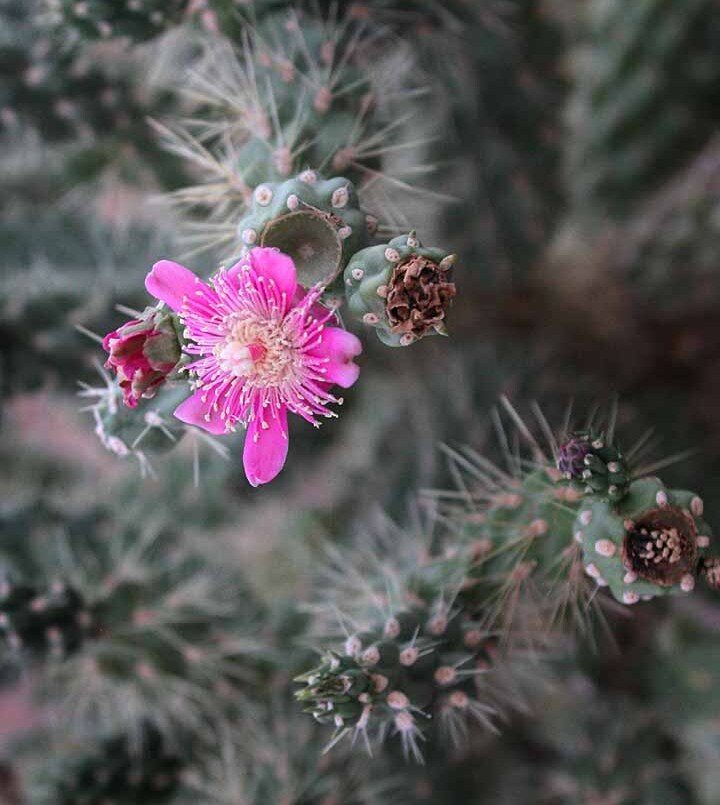
Las flores de la cholla (Cylindropuntia cholla) son el alimento del Chacahuala en Isla Roca Lobos.

El chacahuala de la isla de San Esteban es una especie estrictamente herbívora. En isla San Esteban, se alimenta principalmente de frutos y semillas. También en menor frecuencia se alimenta de hojas, cactus y herbáceas. El chacahuala prefiere partes de arbustos y árboles que de cactáceas y herbáceas, siendo el palofierro la principal fuente de alimento. Durante el verano, las flores de la manzanilla blanca, son las más consumidas por el chacahuala. En isla Roca lobos, se alimenta principalmente de flores de chollas. Los insectos pueden ser un alimento suplementario para el chacahuala.[cita requerida]

## Depredadores
El chacahuala de la isla de San Esteban es una especie sin depredadores naturales, pero actualmente se encuentra como una especie vulnerable debido a la introducción de animales salvajes como ratas y ratones que se alimentan de los huevos del animal, aparte de perros y gatos salvajes que se alimentan de las chacahualas adultas.

### Métodos de defensa
Se sabe que cuando se les molesta, este chacahuala huye y se puede esconder en grietas estrechas entre varias rocas, tragar aire e incluso inflar su cuerpo para atrincherarse. Los chacahualas de la isla de San Esteban también usan una combinación de color y exhibiciones físicas como flexiones, frotar la cabeza y abrir la boca para poder comunicarse y defender su territorio.

## Reproducción
Los machos son estacional y condicionalmente territoriales; la abundancia de recursos tiende a crear una jerarquía basada en el tamaño de los animales, con un macho grande dominando a los machos más pequeños del área.
En la isla San Esteban, la reproducción se lleva a cabo de abril a julio. La puesta de huevos es entre junio y agosto. En la puesta de huevos la hembra deposita de 17 a 32 huevos. Existen datos que apuntan de 5 a 16 huevos. Los huevos eclosionan a finales de septiembre. El chacahuala de la isla de San Esteban puede llevar a vivir de 25 años o más.[cita requerida]

## Distribución y hábitat
El chacahuala de la isla de San Esteban es una especie endémica de la isla de San Esteban en el Golfo de California. Se encuentra también en isla Roca Lobos, en dónde se cree que fue introducida. En algún momento, la población Seri traslado poblaciones de este lagarto a otras islas del Golfo de California como fuente de alimento, pero, ninguna de estas poblaciones ha sobrevivido más allá de la población original encontrada en San Esteban.

### Hábitat
El clima del hábitat de este chacahuala es normalmente árido, con sustratos rocosos. La vegetación es desértica, con matorral xerófilo como abundancia. Los chacahualas son animales diurnos y ectotérmicos, por lo que pasan gran parte de sus mañanas y días de invierno tomando el sol compartiendo hábitat con otras especies como con el garrobo de la Isla de San Esteban. Estos lagartos están bien adaptados a las condiciones del desierto; son lagartos activos a temperaturas de hasta 39 °C.